# Station Mödrath
Station Mödrath was een station in Mödrath, een plaats in de gemeente Kerpen. Het station lag aan de lijn Mödrath - Rommerskirchen, Mödrath - Nörvenich, Erftstadt - Mödrath en Benzelrath - Mödrath.
Het station werd geopend in 1896, in 1956 werd het het verplaatst in verband met dagbouw van de bruinkoolgroeve Frechen naar een meer westelijke locatie waar alle vier spoorlijnen weer samenkwamen. Het nut hiervan was echter beperkt daar het treinverkeer reeds in 1978 volledig werd stilgelegd.